# Kärlek efter noter
Kärlek efter noter är en svensk dramafilm från 1935 i regi av Gösta Rodin.

## Om filmen
Filmen premiärvisades 2 september 1935 i på biograf Odéon i Norrköping. Den spelades in i Filmstaden, Råsunda av Martin Bodin. Som förlaga till filmens specerihandlare använde manusförfattarna Anders Sandrew och hans speceributik.
Så vitt känt är inte filmen bevarad.

## Roller i urval
- Sigurd Wallén - Karlsson, specerihandlare
- Sture Lagerwall - Bertil, hans son
- Karin Swanström - fru Blomkvist
- Sickan Carlsson - Ingrid, hennes dotter
- Eric Abrahamsson - Tranman
- Gull Natorp - fru Tranman
- Maritta Marke - Greta, deras dotter
- Arthur Fischer - Nyman
- Nils Wahlbom - Johan
- Thor Modéen - Strömberg, teaterdirektör
- Åke Söderblom - Kalle
- Wiktor "Kulörten" Andersson - inspicient
- Helge Mauritz - hjälten
- Bellan Roos - Märta, en jungfru
- Carin Swensson - Betty, en jungfru
- Gerd Lövli - Elsa

## Musik i filmen
- Det gör man blott när man är kär, kompositör Emil Rehman, text Åke Söderblom
- Gubben Noak, text Carl Michael Bellman
- I en wienermelodi, kompositör David Lundahl, text Harry Iseborg
- Kärlek efter noter, kompositör David Lundahl, text Harry Iseborg